# Ardière
Ardière – rzeka we Francji, przepływająca przez teren departamentu Rodan, o długości 29,9 km. Stanowi dopływ rzeki Saony.